# 서울맹학교
서울맹학교는 서울특별시 종로구 신교동에 소재하는 국립 특수학교이다. 시각장애 학생을 위한 교육환경을 만들기 위해 유치원, 초등학교, 중학교, 고등학교, 전공과 과정이 통합된 형태의 학교이다. 서울맹학교를 줄여서 맹학교라고도 불린다.

## 학교 연혁
- 1913년 4월 1일: 제생원에 맹아부를 설립
- 1945년: 국립맹아학교로 변경
- 1952년: 서울맹아학교로 변경
- 1959년: 서울농학교와 분리 및 서울맹학교로 변경

## 참고 자료
- 서울맹학교 - 한국교육학술정보원 학교알리미